# Neoempirismo

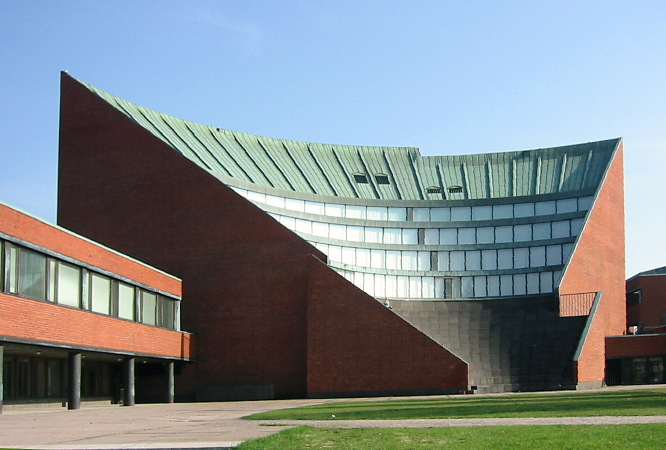
Auditorio de la Universidad Politécnica de Helsinki (1953-1966), de Alvar Aalto y Elissa Mäkiniemi

El neoempirismo fue un movimiento arquitectónico surgido en Escandinavia después de la Segunda Guerra Mundial, desarrollado especialmente entre los años 1940 y 1950. En reacción al rígido formalismo de la arquitectura racionalista, se buscaba una mayor espontaneidad y adaptación a la naturaleza, por lo que este movimiento entroncó con la arquitectura orgánica. Este estilo reivindicó los materiales tradicionales y las formas artesanales de construcción, así como revalorizó la decoración tradicional y buscó la comodidad doméstica. Pese a ello, no renunció a las nuevas tecnologías, por lo que supuso una síntesis entre tradición y modernidad, entre pensamiento (racionalismo) y acción (empirismo). Sus principales exponentes fueron: Alvar Aalto, Arne Jacobsen, Sven Markelius, Sverre Fehn, Kay Fisker, Ralph Erskine, Sven Backström, Leif Reinius y Jørn Utzon.

## Historia

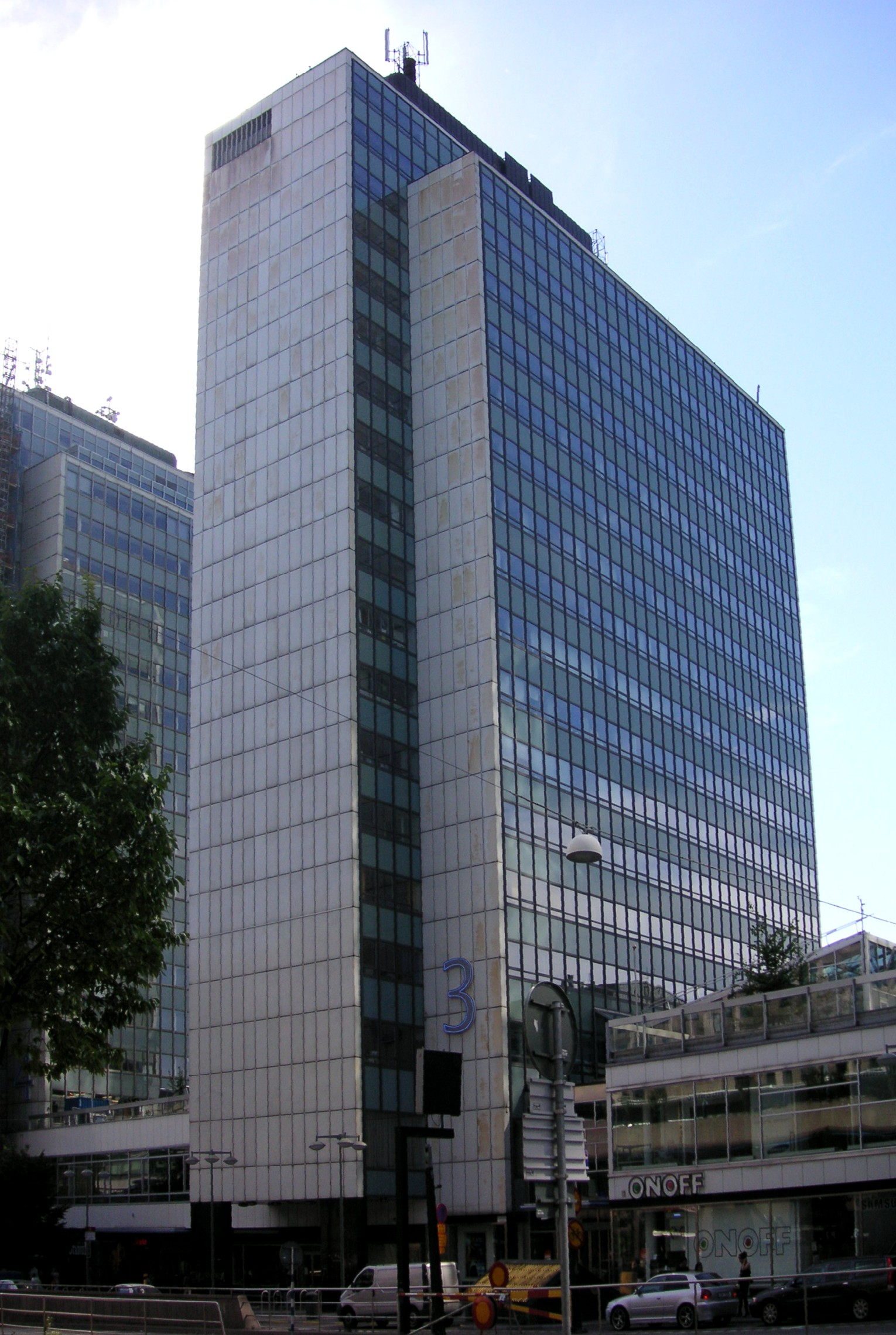
Rascacielos de Sergels Torg (1960), de Sven Markelius, Estocolmo

La arquitectura escandinava había desarrollado desde los años 1920 una versión particular del racionalismo —también conocido como Estilo internacional o Movimiento moderno—. En general, los países nórdicos desarrollaron una variante regionalista de este estilo que dominó el panorama arquitectónico europeo entre las dos guerras mundiales, debido a las circunstancias de su clima y de los materiales utilizados, donde destaca el uso de la madera. En general, se buscaba una mayor adaptación al entorno natural, tal como preconizaba la arquitectura orgánica, uno de cuyos máximos exponentes fue el estadounidense Frank Lloyd Wright. Por ello, tras la Segunda Guerra Mundial la arquitectura escandinava se encaminó a una nueva forma de concebir la construcción que aunaba algunas características tanto del racionalismo como del organicismo, junto a una visión más humanista de la arquitectura y el urbanismo, alejada del funcionalismo racionalista. Todo ello en unos países donde la frontera entre lo urbano y lo rural no estaba tan marcada como en el resto de Europa y donde la industrialización no había llegado a cotas muy elevadas y la artesanía todavía tenía un gran peso en los modos de producción. El punto de partida del nuevo estilo fue un artículo publicado en la revista inglesa Architectural Review —dirigida por Nikolaus Pevsner—, titulado New Empirism y publicado en junio de 1947. El nombre hacía referencia a la metodología empírica utilizada en la construcción en estos países, donde la dureza del clima obligaba a integrar la arquitectura en el medio natural y a cuidar con especial atención el ambiente interior de los edificios, mientras que en el terreno del urbanismo predominaban los criterios técnicos y de zonificación.
El principal exponente de la arquitectura nórdica fue el finlandés Alvar Aalto. Frente a la excesiva geometrización del racionalismo ortodoxo, Aalto defendía como Frank Lloyd Wright la integración con la naturaleza, así como el uso de materiales naturales como la madera. Su primera obra de relevancia fue la Casa del Pueblo de Jyväskylä (1924-1925), inspirada en la arquitectura florentina. En 1929 participó en el II CIAM, donde su contacto con Siegfried Giedion y con artistas como Constantin Brâncuși, Georges Braque y Fernand Léger le acercaron a la vanguardia. Recibió entonces también la influencia de los Cinco puntos para una nueva arquitectura de Le Corbusier. Otra obra importante de sus inicios fue la biblioteca pública de Viipuri (1927-1935), que muestra su evolución desde un cierto clasicismo hacia el funcionalismo, así como el Sanatorio de Paimio (1929-1933). En 1931 se instaló en Helsinki, donde empezó a diseñar muebles de producción industrial; su incursión en la madera le llevó a utilizar también este elemento en arquitectura, por lo que su estilo evolucionó hacia un mayor organicismo. Entre sus obras de estos años destacan su casa de Helsinki (1934-1936), un complejo de casas para obreros y fábrica de celulosa en Sunila (1935-1939) y la Villa Mairea en Noormarkku (1938-1941), que muestra su transición hacia un organicismo de influencia rural, que ha sido calificado de «movimiento moderno romántico». En 1939 construyó el Pabellón de Finlandia para la World's Fair de Nueva York, edificio que hizo afirmar a Frank Lloyd Wright que Aalto era un genio. Su obra posterior se decantó hacia un diseño más expresivo y de corte regional. En 1952 casó en segundas nupcias con Elissa Mäkiniemi, con la que diseñó el centro municipal de Seinäjoki, compuesto por el ayuntamiento, una iglesia, un teatro, una biblioteca y una sala multidisciplinar. Desde 1960 trabajó en la reordenación urbanística de Helsinki. Realizó obras en diversos países, como el Museo de Arte de Aalborg (Dinamarca) o el Centro Cultural de Siena (Italia).

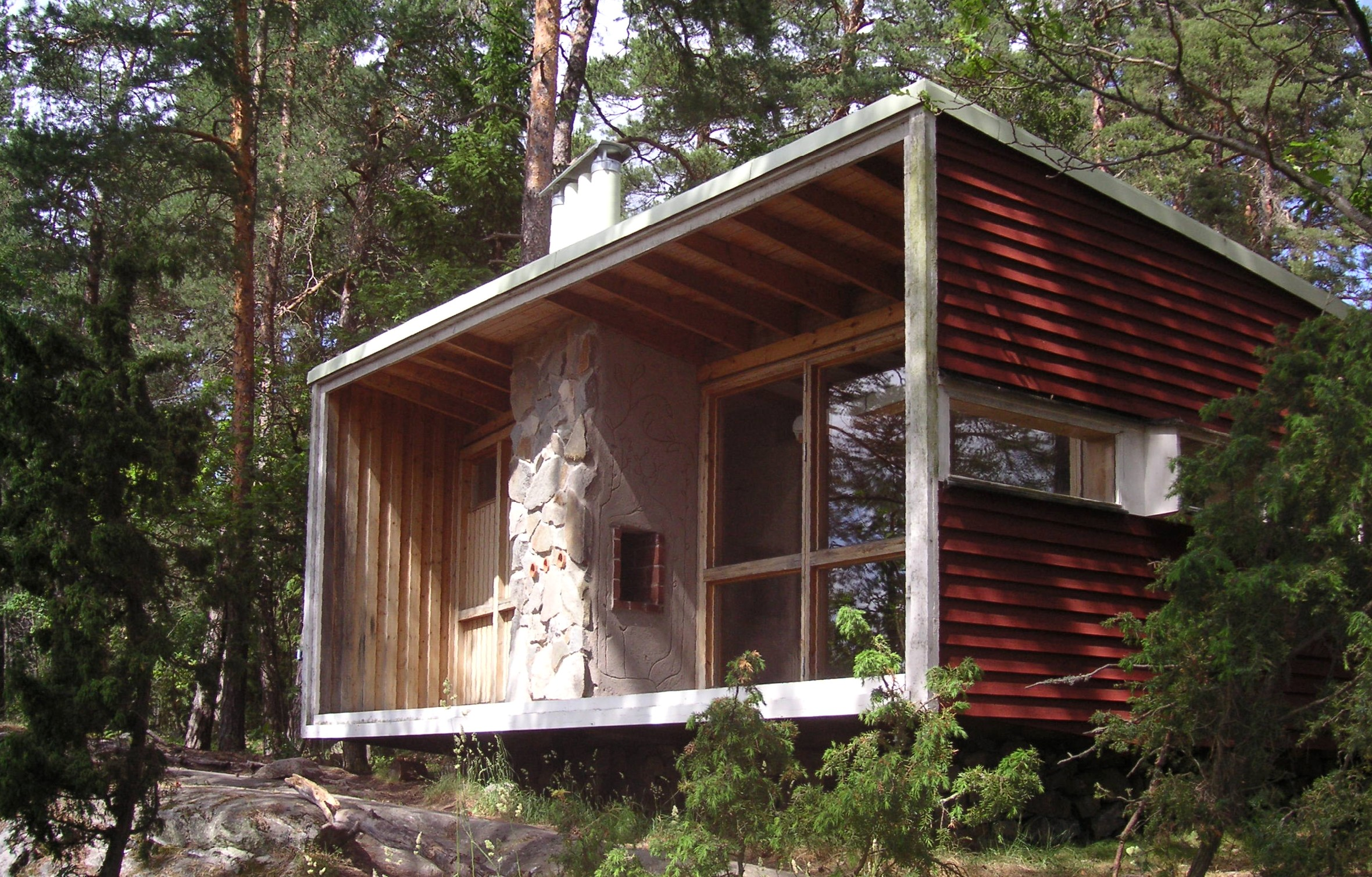
Lådan («la caja»), de Ralph Erskine (1941–1942), cerca de Estocolmo

Suecia, que había tenido una especial adscripción al funcionalismo en los años 1930, fue posteriormente uno de los principales países donde se desarrolló el neoempirismo. En este país destaca la obra de Sven Markelius, iniciado en el clasicismo pero adscrito al racionalismo a mediados de los años 1920 por influencia de Le Corbusier, estilo en el que construyó hasta entrados los años 1930. Entre 1938 y 1944 fue responsable de la comisión de investigación de la Dirección Central de la Construcción y, entre 1945 y 1955, director de urbanismo de la ciudad de Estocolmo, donde fue responsable del plan director de Estocolmo y de la construcción de la nueva ciudad de Vällingby. En la capital sueca fue artífice del tercer rascacielos de Sergels Torg (1960), la Casa del pueblo de Norra Bantorget (1956-1960) y la Casa de Suecia en Hamngatan (1963). Participó también en el equipo asesor para la construcción de la sede de la Organización de las Naciones Unidas en Nueva York (1947-1950).
En este país cabe destacar también la obra de Sven Backström, Leif Reinius y Ralph Erskine. Backström y Reinius trabajaron asociados desde 1936. Su obra aúna modernidad y tradición, con un gran interés por la calidad de vida en la vivienda. Entre sus obras destacan: los conjuntos residenciales de Gröndal (1944-1946) y de Rosta en Örebro (1948-1952); y los centros comerciales de Vällingby (1955) y Farsta (1956-1960). El británico Ralph Erskine se estableció en Suecia en 1939, un año después de titularse arquitecto. Aquí realizó numerosas investigaciones de arquitectura ártica y subártica, que plasmó en su Ski Hotel en Borgajjäll (1948-1950). Posteriormente construyó casas, escuelas, fábricas y otros edificios, además de proyectos urbanísticos, en los que mostró una especial preocupación por adaptar los edificios a las necesidades de la población.

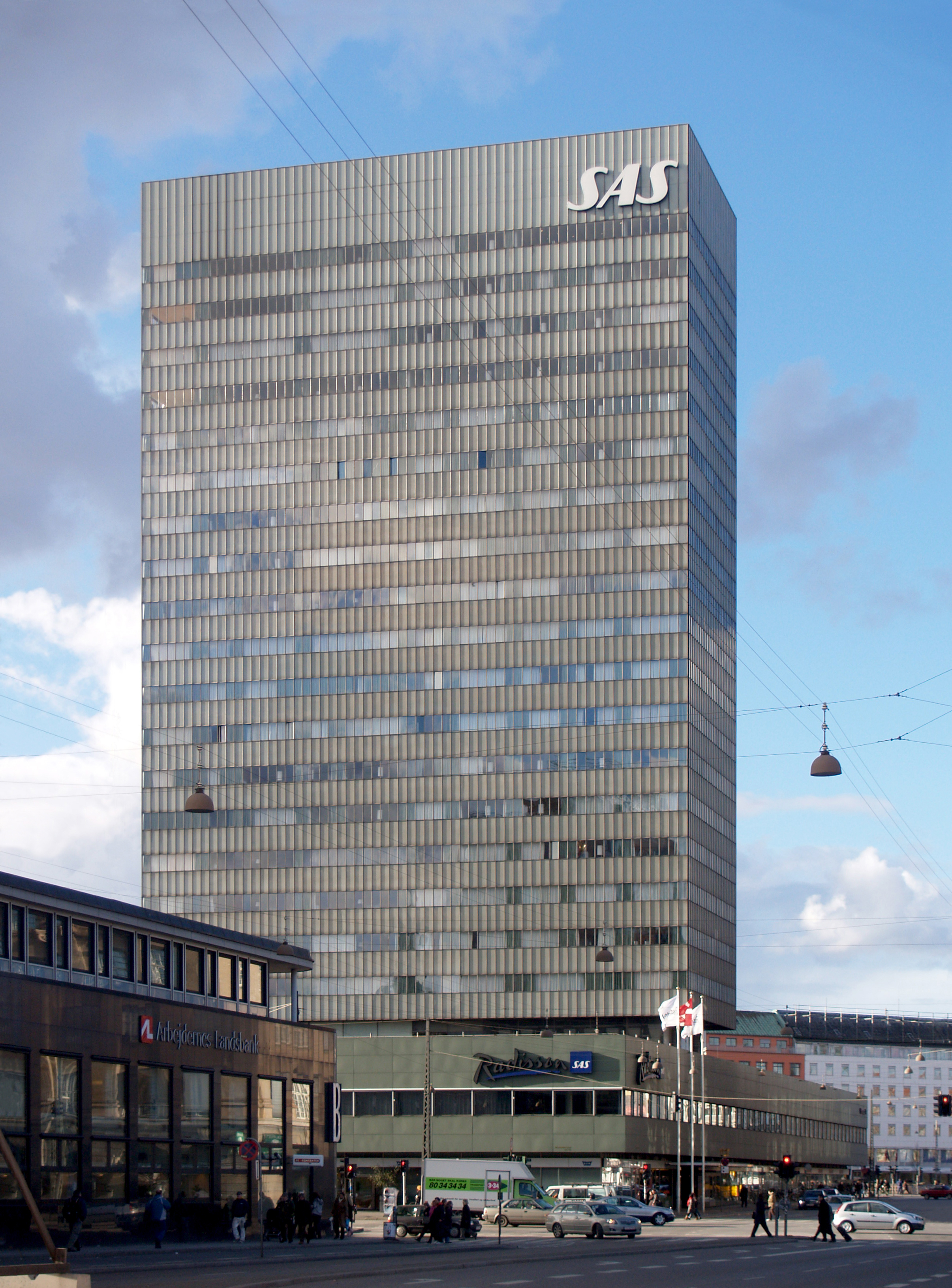
Hotel SAS (1958-1960), de Arne Jacobsen, Copenhague

En Dinamarca destacó Arne Jacobsen, arquitecto y diseñador que recibió la influencia tanto de Le Corbusier como de Ludwig Mies van der Rohe, cuyo racionalismo aunó con la arquitectura tradicional danesa. En los años 1930 elaboró obras claramente racionalistas, aunque con cierta influencia de Erik Gunnar Asplund. Tras la guerra adquirió fama por sus casas de ladrillo construidas en serie, como las de Søholm (1950-1955). Otras obras suyas fueron: las oficinas Jespersen & Son (1955), el Hotel SAS (1958-1960) y el Banco Nacional Danés (1961-1971), todos en Copenhague; o el ayuntamiento de Rødovre (1955). Como diseñador destacan sus sillas Hormiga (1951), Cisne y Huevo (1956).
Cabe citar en este país igualmente a Kay Fisker y Jørn Utzon. El primero definía su arquitectura como «funcional y tradicional» y tenía como material de construcción predilecto el ladrillo. De sus obras de posguerra, ya en plena madurez profesional, cabe destacar sus edificios asentados en parques, como Voldparken (Husum, 1945-1951) y Nygardsparken (Brøndbyøster, 1954). Utzon, discípulo del anterior, tenía una visión sintética de la arquitectura, con un especial interés por la arquitectura antigua, oriental y precolombina. Recibió también la influencia de Aalto, Le Corbusier y Frank Lloyd Wright. Entre sus obras del período neoempirista destacan los edificios de viviendas de Elseneur (1956-1958) y Fredensborg (1959-1962). En 1957 ganó el concurso para la Ópera de Sídney, que le haría mundialmente famoso.
En Noruega el principal exponente fue Sverre Fehn. Recibió en sus inicios la influencia miesiana, como se denota en el pabellón noruego de la Exposición General de Bruselas de 1958 y el pabellón de los países escandinavos en los jardines de la Bienal de Venecia (1959-1962). Posteriormente construyó una serie de casas en madera y ladrillo en las que mostró su interés por la relación entre la forma y la estructura, enmarcadas en un concepto de fluidez espacial.
El neoempirismo escandinavo influyó en diversos países europeos, especialmente Italia, donde influyó en la obra de Bruno Zevi y Ernesto Nathan Rogers; en Reino Unido, donde influenció en buena medida en el urbanismo de las new towns («nuevas ciudades») inglesas, que aglutinaron los preceptos de las ciudades-jardín preconizadas por Ebenezer Howard a principios de siglo con los postulados racionalistas; y en España, especialmente en Barcelona con el llamado Grupo R (José Antonio Coderch, Antoni de Moragas, Josep Maria Sostres) y en Madrid con Juan Daniel Fullaondo y Antonio Fernández Alba.